# Makiejewka
Makiejewka (ukr. Макіївка, Makijiwka, do 1917 Dmytrijiwka, ukr. Дмитріївка, w latach 1917–1931 Dmytryjewśkyj, Dmytrijiwśk lub Dmytrijewśkie, ukr.  Дмитріївський, Дмитріївськ, Дмитріївське) – miasto w obwodzie donieckim, we wschodniej części Ukrainy. Na skutek rosyjskiej napaści na Ukrainę, od 2014 roku znajduje się pod okupacją samozwańczej Donieckiej Republiki Ludowej.
Prawa miejskie posiada od 1925.

## Demografia
Historyczny skład narodowościowy miasta na podstawie danych ze spisów powszechnych Związku Radzieckiego i Ukrainy:
- 1926[3]

1. Rosjanie: 32 922 (64,29%)
2. Ukraińcy: 14 684 (28,68%)
3. Białorusini: 973 (1,9%)
4. Tatarzy: 903 (1,76%)
5. Ormianie: 351 (0,69%)
6. Niemcy: 331 (0,65%)
7. Grecy: 287 (0,56%)
8. Polacy: 276 (0,54%)

- 1939[4]

1. Rosjanie: 128 113 (52,96%)
2. Ukraińcy: 99 139 (40,98%)
3. Białorusini: 3103 (1,28%)
4. Żydzi: 3074 (1,27%)
5. Tatarzy: 2793 (1,15%)
6. Grecy: 1858 (0,77%)

- 2001[5]

1. Rosjanie: 218 940 (50,8%)
2. Ukraińcy: 194 057 (45,02%)
3. Tatarzy: 4837 (1,12%)
4. Białorusini: 4806 (1,12%)
5. Grecy: 1139 (0,26%)
6. Gruzini: 1109 (0,26%)

## Galeria

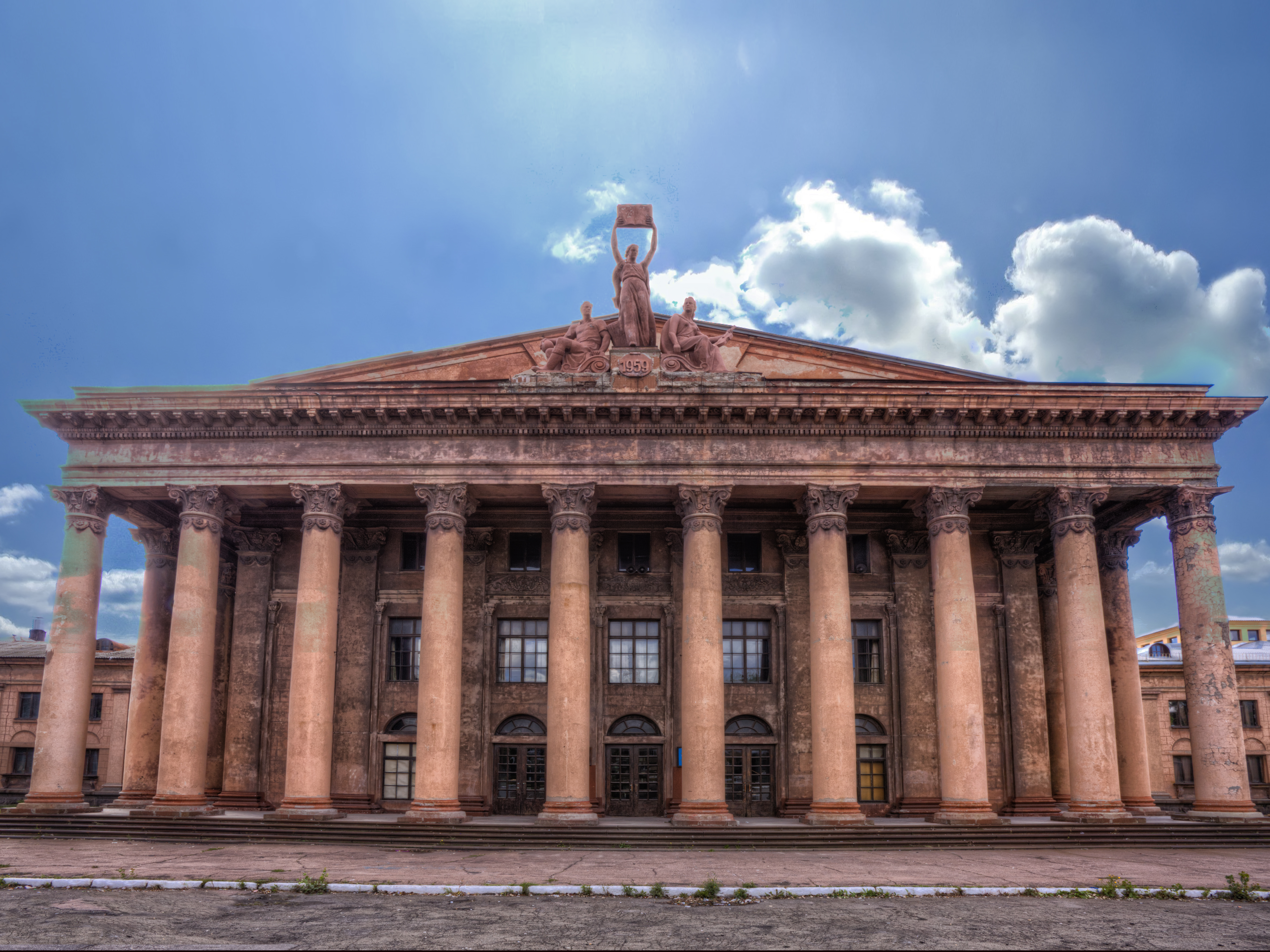
Dom Kultury
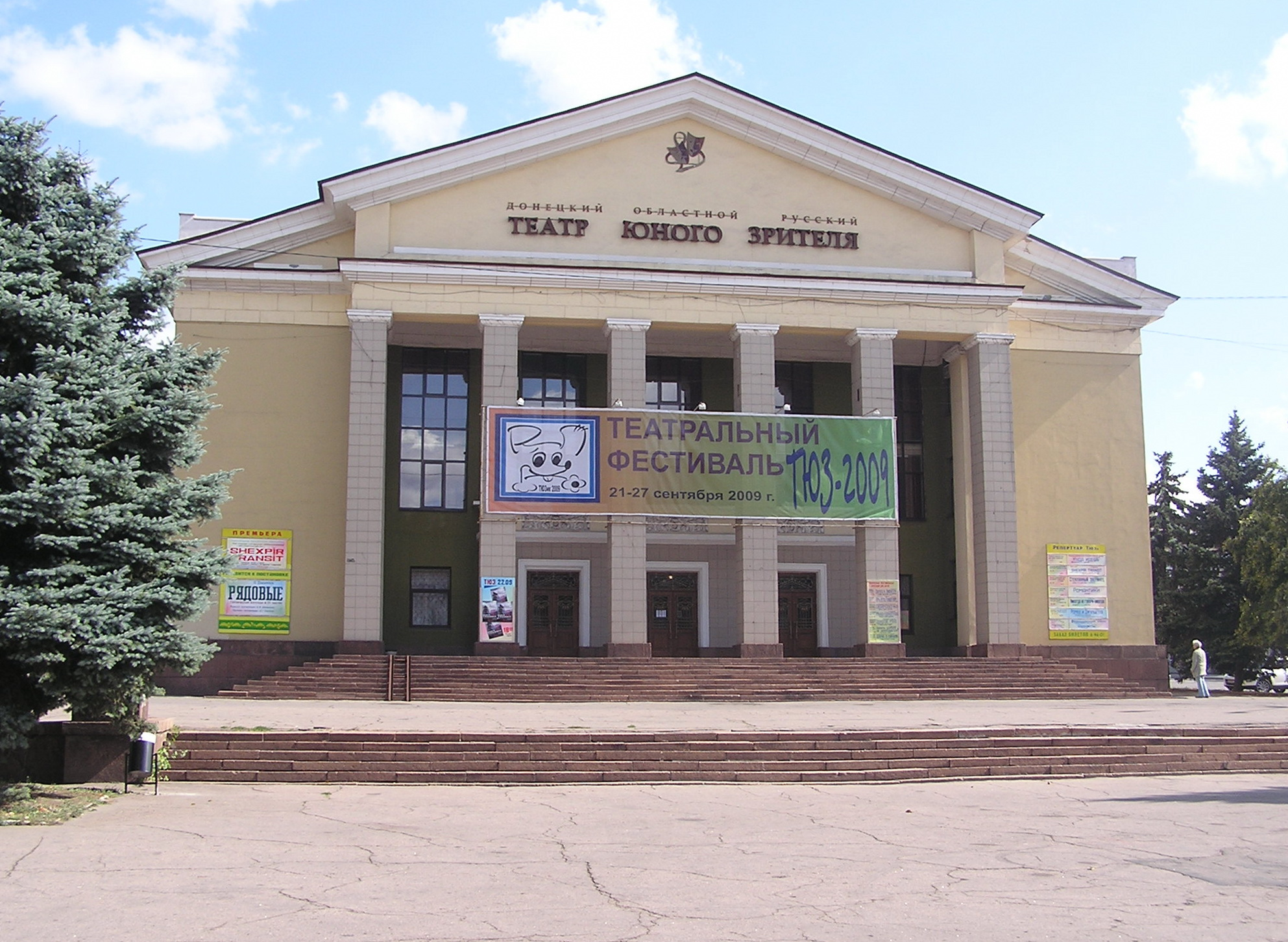
Teatr
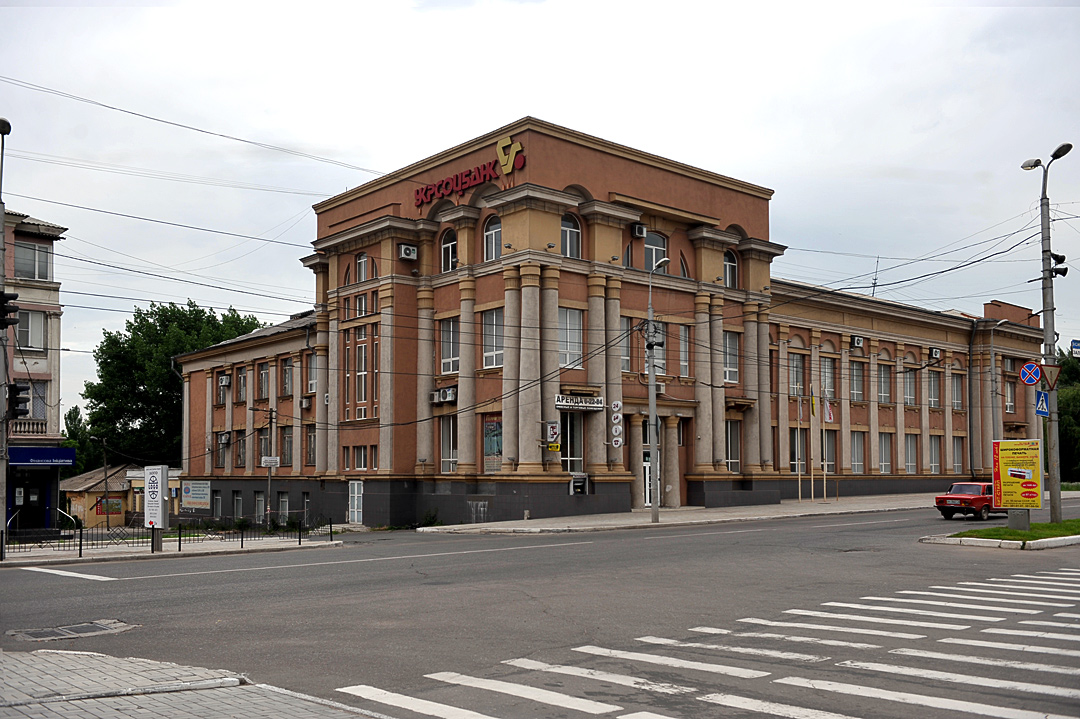
Ulica Teatralna
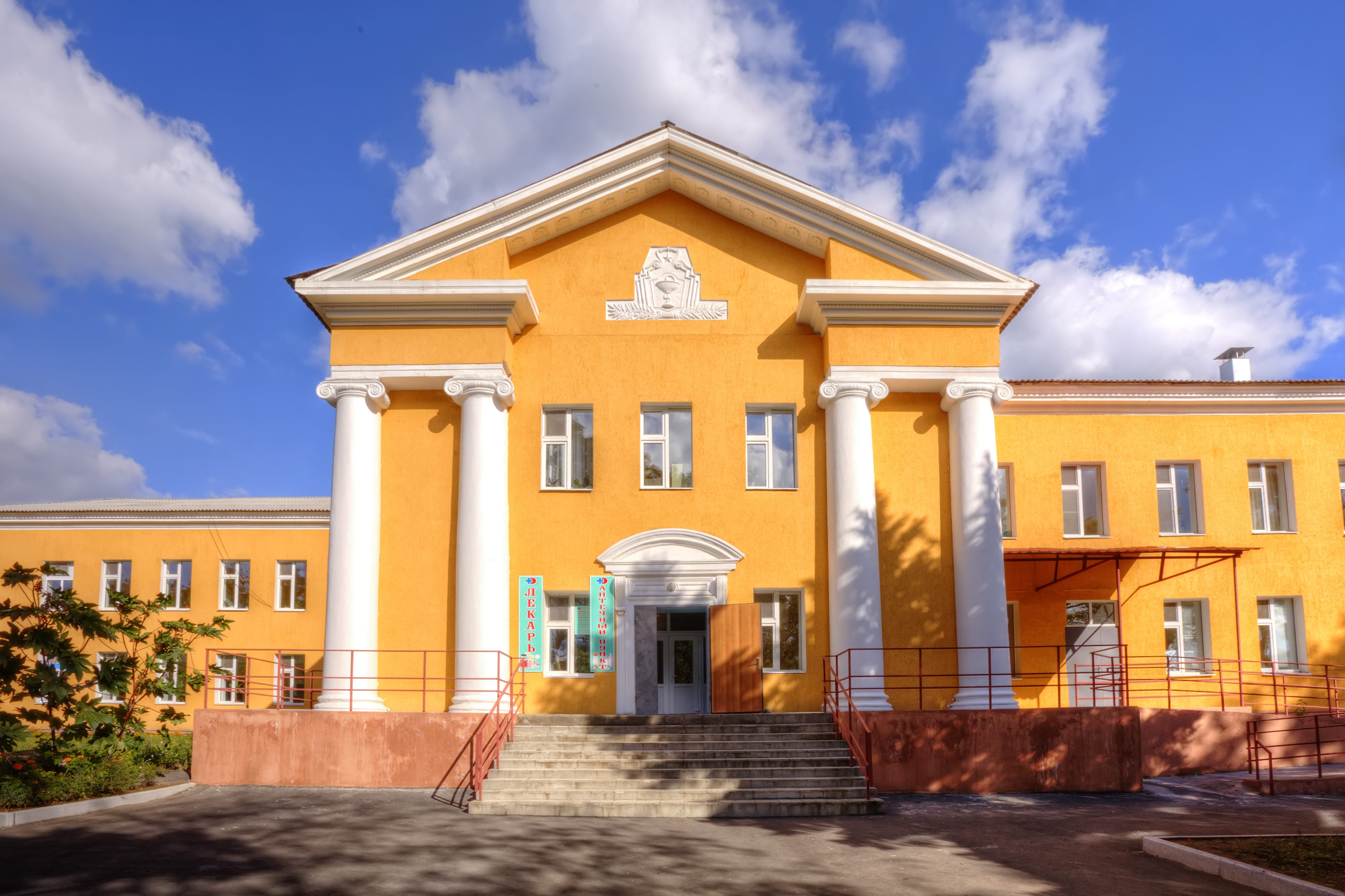
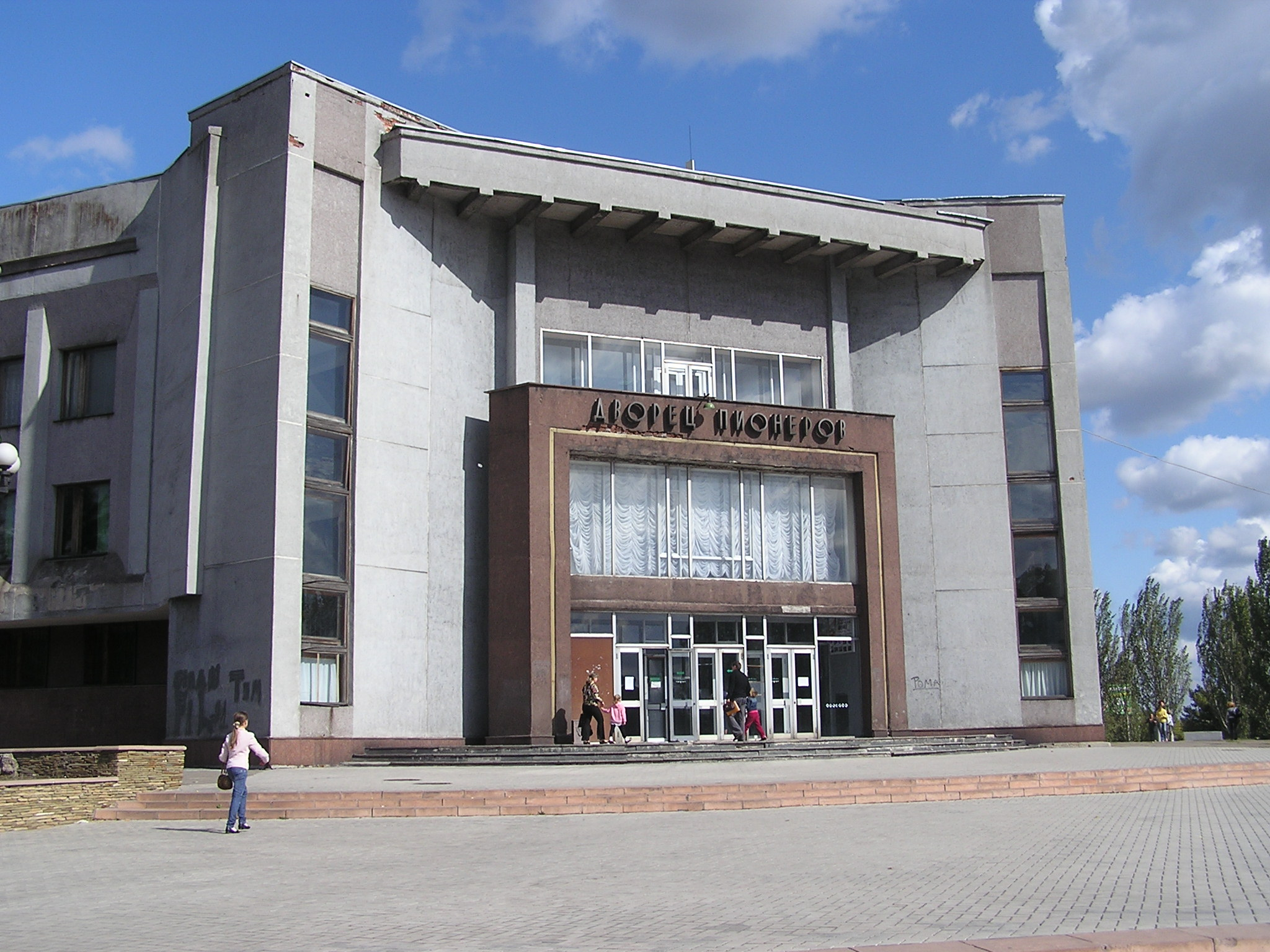
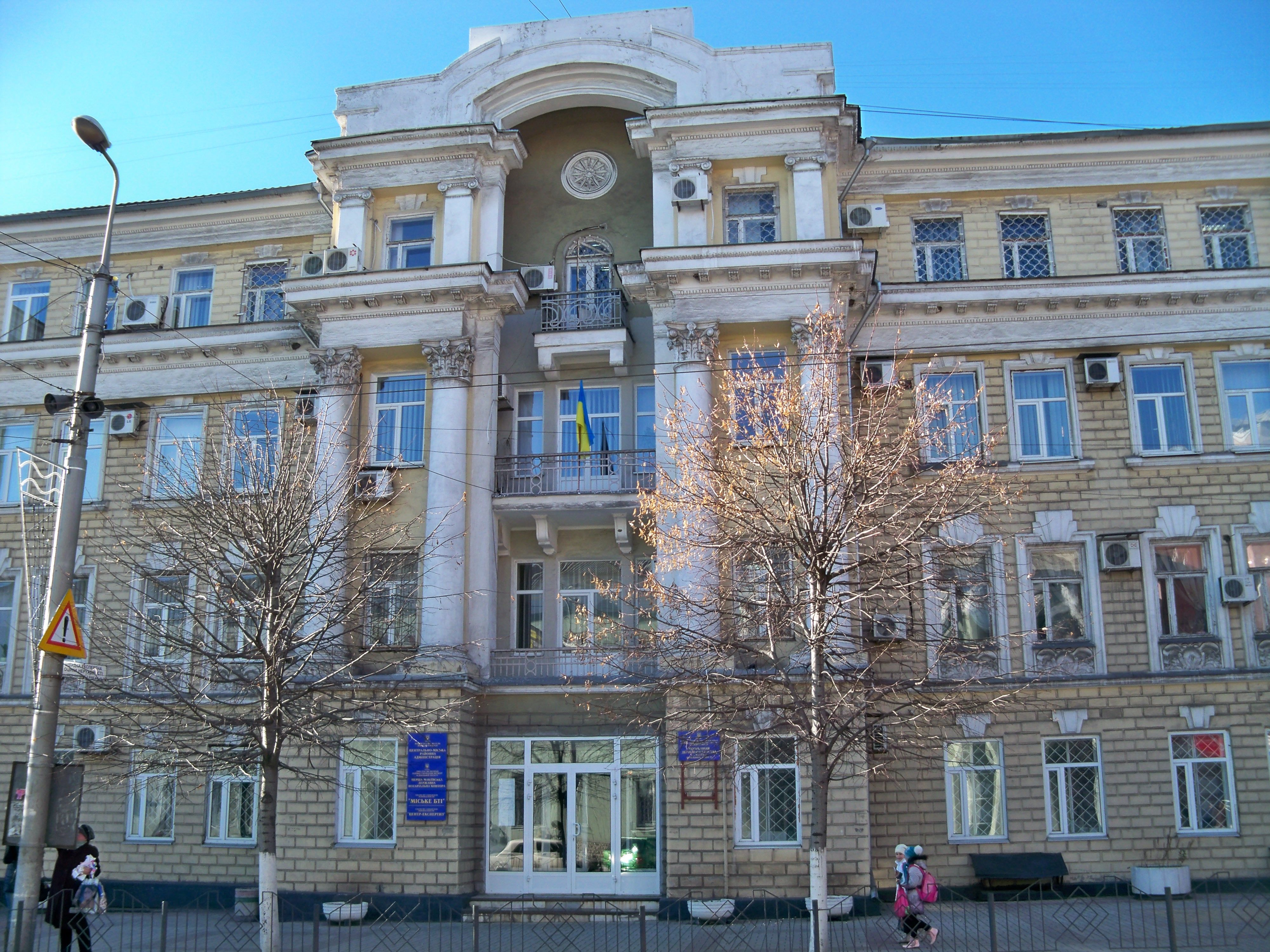
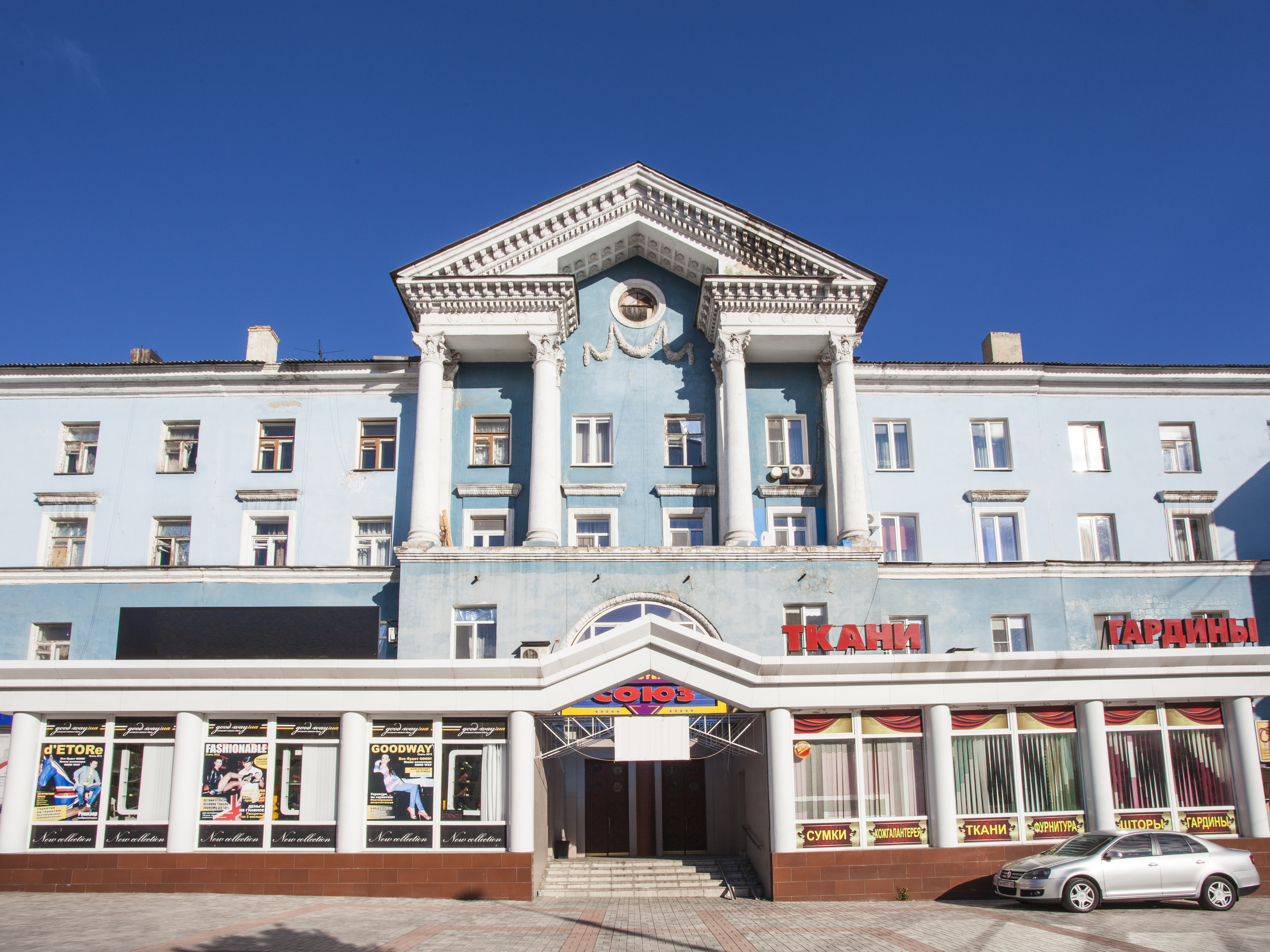
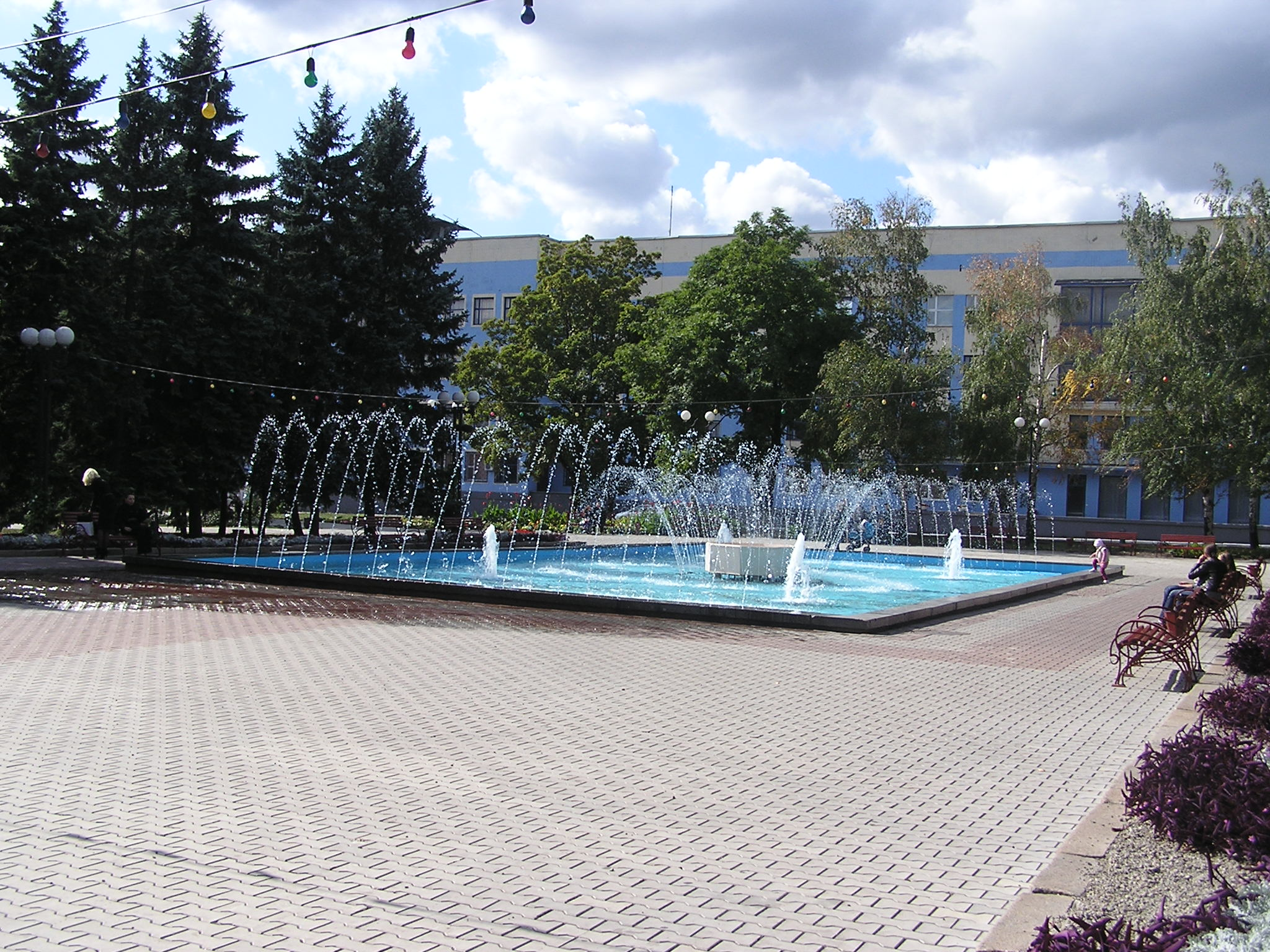

## Urodzeni w Makiejewce
- Janina Dziarnowska – polska pisarka
- Eliasz – schimnich Rosyjskiego Kościoła Prawosławnego, święty prawosławny
- Zachar Jefimenko – ukraiński szachista, arcymistrz
- Łeonid Klimow – ukraiński biznesmen, polityk i działacz sportowy
- Iryna Liszczynśka – ukraińska lekkoatletka, medalistka olimpijska
- Dmitrij Muserski – ukraiński i rosyjski siatkarz, reprezentant Rosji
- Serhij Popow – ukraiński piłkarz, reprezentant Ukrainy
- Rawil Safiullin – ukraiński działacz sportowy i polityk
- Jewhen Sełezniow – ukraiński piłkarz, reprezentant Ukrainy
- Fiodor Szubniakow – funkcjonariusz NKWD